# Eino Forsström
Eino Vilho Forsström (Hèlsinki, 10 d'abril de 1889 – Hèlsinki, 26 de juliol de 1961) va ser un gimnasta finlandès que va competir durant els primers anys del segle xx.
El 1908 va prendre part en els Jocs Olímpics de Londres, on va guanyar la medalla de bronze en la prova del concurs complet per equips.
Quatre anys més tard, als Jocs d'Estocolm, guanyà la medalla de plata en el concurs per equips, sistema lliure del programa de gimnàstica.